# 大阪工業大学 (旧制)
大阪工業大学（おおさかこうぎょうだいがく）は大学令によって1929年（昭和4年）に設立された日本の官立旧制大学。
1896年（明治29年）に開設された大阪工業学校（戦後の工業高等学校に相当する学校）が1901年（明治34年）に大阪高等工業学校（旧制専門学校）に昇格し、さらに第一次世界大戦後の高等教育機関拡充の流れの中で1929年（昭和4年）に官立単科大学に昇格したものである。
1931年（昭和6年）に大阪帝国大学（当初は医学部と理学部の2学部。大阪大学の前身）が発足すると、本学との統合を望む声が高まり、1933年（昭和8年）に統合が実現し、本学は大阪帝国大学工学部となった。
本記事では、本学の前身諸校の沿革についても概説する。

## 沿革

### 大阪工業学校時代
- 1893年6月：大阪市会、文部大臣に工業学校設立要望を建議。
- 1895年：第8回帝国議会、大阪工業学校設立建議案を可決。
- 1896年：第9回帝国議会、大阪工業学校設立予算可決。
- 1896年5月18日：文部省直轄学校官制改正、大阪工業学校設立公布（勅令第226号、第227号）。
- 1896年10月：大阪工業学校、授業開始。
  - 学校の目的を、上等職工・職工長の養成とした。
  - 機械工芸科、化学工芸科の2科を設置。
  - 修業年限4年、入学資格は満14歳以上・高等小学校卒業程度。
- 1897年5月：規則改正、2学部制となる。
  - 機械工芸部 - 機械科。
  - 化学工芸部 - 応用化学科、染色科、窯業科、醸造科、冶金科。
- 1899年6月：規則改正（1900年から施行）。
  - 学校の目的を、工業従事者養成に変更。
  - 修業年限3年、入学資格は中学校卒業程度（後の高等工業学校と同じ）となる。
  - 造船部を新設（船体科、機関科）。

### 大阪高等工業学校時代
- 1901年5月10日：大阪高等工業学校と改称（勅令第99号）。
  - 一般の工業学校より高レベルであることを名称で明確化。
- 1903年3月：専門学校令公布に伴い、4月1日付で実業専門学校となる。
- 1903年6月：規定改正、学部を廃止（文部省令第27号）。
  - 設置学科は、機械科、応用化学科、染色科、窯業科、醸造科、冶金科、造船科（旧船体科）、舶用機関科（旧機関科）。
- 1906年5月：冶金科を採鉱冶金科と改称。
- 1906年9月：染色科を廃止。
- 1908年2月：電気科を設置。
- 1914年9月：窯業科を廃止、東京高等工業学校窯業科に併合。
- 1915年7月：同窓会「玉江会」発足。
- 1916年5月：大阪工業夜学校を併設。
  - 中等科2年制、高等科2年制。1917年、大阪工業専修学校と改称。
- 1919年1月：大学昇格運動勃発。2月、昇格期成学生大会を開催。
  - 昇格運動は同窓生の手に委ねられることとなった。
- 1919年3月：同窓会「大阪工業倶楽部」設立（後の社団法人大阪大学工業会）。
- 1920年5月：工業教員養成所を附設（機械科・応用化学科・電気科）。
  - 修業年限3年、入学資格は中学卒・師範学校卒。
- 1923年3月：第46回帝国議会、大阪高等工業学校を含む5校の大学昇格案を可決。
  - 高等学校卒業者の進学先増設のため。
  - 当初は1927年昇格予定。9月、関東大震災発生で昇格凍結。
- 1924年7月：大阪市電無警告ストライキに対し、生徒有志が運転手代行。
  - 車掌代行は大阪高商生有志が務めた。

### 大阪工業大学時代
- 1929年4月1日：大学令および官立工業大学官制（勅令第36号）により大阪工業大学（旧制）設立。
  - 学部、研究科、選科、附属工学専門部を開設。
  - 学部は修業年限3年、設置学科は機械工学科、応用化学科、醸造学科、冶金学科、造船学科、電気工業科。
  - 附属工学専門部は大阪高等工業学校在学生を収容し、1931年3月に廃止された。
- 1929年4月15日：第1回入学式。翌16日、授業開始。
- 1929年10月：「大阪工大学報」創刊（文芸部発行）。

1930年9月に大阪帝国大学設置が具体化し始めたが、1931年2月、大阪工大は帝国大学に合流しないと判明。すぐさま学生が決起し、2月9日に全学生協議会を結成、「1931年4月の大阪帝国大学創設と同時に工学部とする」旨の決議を採択。同2月18日には同窓会「大阪工業倶楽部」理事会も紛糾のすえ 同調。同2月21日には、在学生・同窓生有志が大阪帝大への編入を求めて街頭デモを挙行。同2月27日、文部省からの最終回答は、「1931年の編入は不可能、1932年度編入」であった。学生側はこれを不満として過激化しそうになったが、教授会・同窓会の勧告を容れて、同3月に学生実行委員会を解散した。しかし、1931年12月に若槻内閣が倒され帝国議会が解散した煽りで、1932年4月編入も不可能となり、さらに1年遅れの1933年4月編入となった。
- 1932年2月：大阪工業大学第1回卒業式。
  - 大阪工業大学学部名義の卒業はこの1回のみ。
- 1933年2月：大阪帝国大学工学部設置予算、貴族院予算会議を通過。
- 1933年4月：大阪帝国大学工学部発足、大阪工業大学廃止（勅令第33号）。
  - 4月5日、大阪帝国大学工学部第1回卒業式（大阪工業大学第2期生）。

## 歴代校長
大阪工業学校
- 校長：伊藤新六郎（1896年6月10日 - 1901年5月）
  - 前・東京工業学校教授

大阪高等工業学校
- 校長：伊藤新六郎（1901年5月 - 1902年11月）
- 校長：安永義章（1904年4月18日 - 1918年3月）
- 校長：土井助三郎（1918年4月 - 1924年12月）
  - 前・名古屋高等工業学校校長
- 校長：堤正義（1924年12月 - 1929年4月）

大阪工業大学
- 学長：堤正義（1929年4月 - 1933年3月）
  - 後身の大阪帝国大学工学部 初代学部長

## 校地の変遷

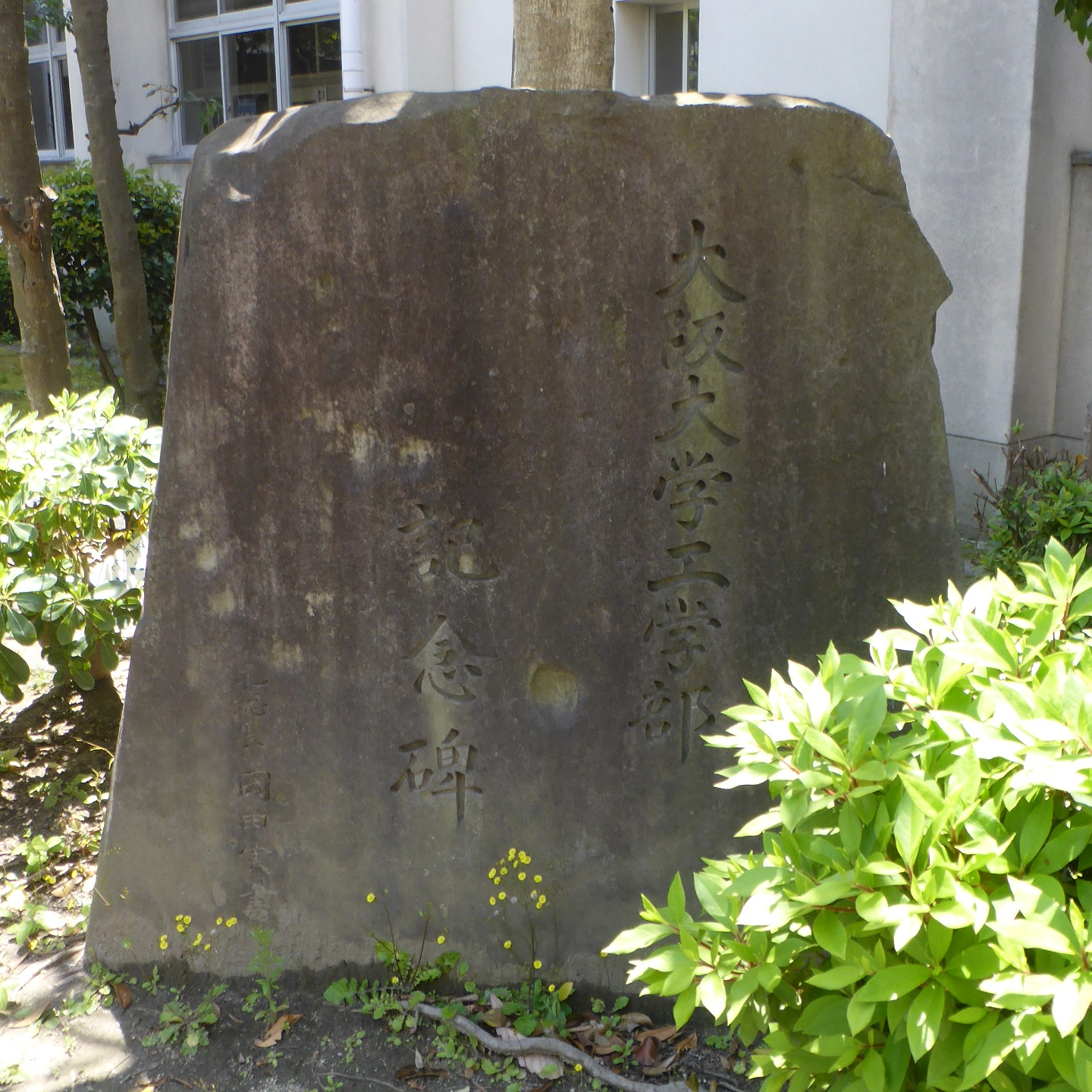
大阪市都島区の同校跡地（現大阪府立東高等学校中庭）に建つ『大阪大学工学部記念碑』

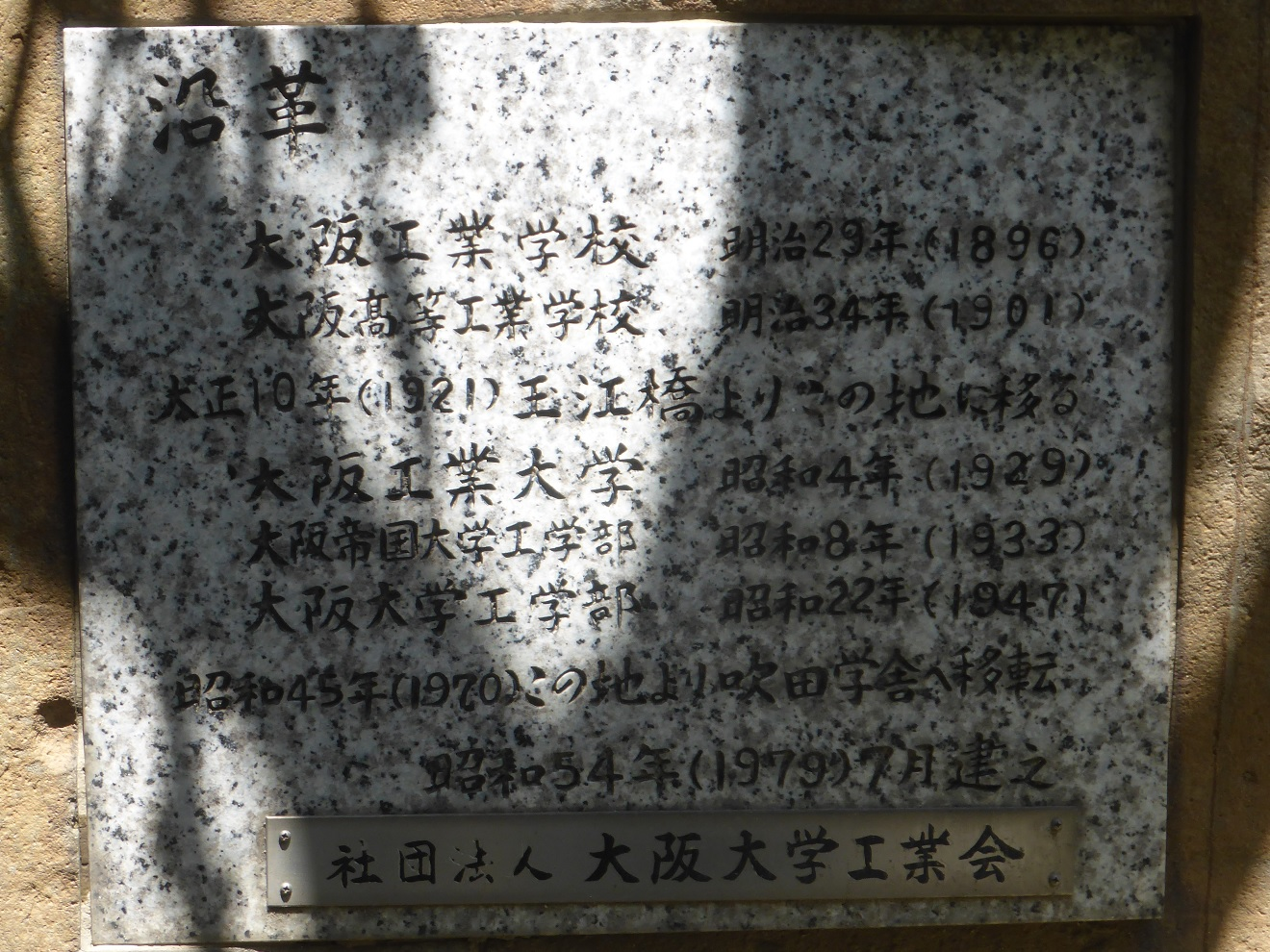
記念碑裏に記された沿革

1896年に大阪市北区玉江町1丁目（現・中之島5丁目）にて大阪工業学校として発足し、後身の大阪高等工業学校も同地を使用した。玉江町の校地が狭隘となったため、網島駅（1913年廃止）の跡地である大阪市北区（現・都島区）東野田町4丁目へ1921年から1923年にかけて移転した。東野田町の校地は後身の大阪工業大学・大阪帝国大学工学部に引き継がれた。
1970年に現在地へ移転。東野田町の旧校地は大阪府立東高等学校やNTT西日本の本社・研修センタ等（NTT WEST i-CAMPUS）となっている。

## 著名な出身者
- 岩井喜一郎（1902年大阪高工卒）- 摂津酒造常務兼技師長
- 星住鹿次郎（1908年大阪高工卒）- 大阪機工社長
- 塚田實則（1910年大阪高工卒）- 東邦瓦斯社長
- 石黒英一（1911年大阪高工卒）- 東邦瓦斯社長
- 吉野孝一（1912年大阪高工卒）- 日本団体生命保険社長、大阪工業会第4代会長
- 樋口佐兵衛（1912年大阪高工卒）- 京三製作所社長
- 町永三郎（1913年大阪高工卒）- 神戸製鋼所社長
- 小松原信（1914年大阪高工卒）- 御幸毛織社長
- 矢野亀太郎（1915年大阪高工卒）- 大阪機工社長
- 田中清一（1916年大阪高工卒）- 大阪製材機工作所（現・富士製作所）創業者、社長、国土開発縦貫自動車道構想
- 竹鶴政孝（1916年大阪高工卒）- ウイスキー製造技術者、ニッカウヰスキー創業者
- 榎本好文（1917年大阪高工卒）- 三井化学工業社長
- 小石雄治（1917年大阪高工卒）- ダイハツ工業社長
- 田中繁松（1918年大阪高工卒）- 三井造船社長
- 木村音吉（1919年大阪高工卒）- 住友機械工業会長
- 江口孝（1920年大阪高工卒）- 日本瓦斯化学工業社長
- 伊瀬芳吉（1923年大阪高工卒）- ダイハツ工業社長
- 塩塚忠美（1926年大阪高工卒）- ユニチカ会長
- 八谷泰造（1928年大阪高工卒）- 日本触媒創業者

## 関連書籍
- 作道好男・江藤武人（編）　『大阪大学工学部七十五年史』　財界評論新社、1973年。
- 大阪大学五十年史編集実行委員会（編）　『大阪大学五十年史: 通史』　1985年。
- 大阪大学工学部　『大阪大学工学部創始百年史』　1997年。